# Bad Iburg
Bad Iburg är en stad i Landkreis Osnabrück i förbundslandet Niedersachsen i Tyskland.